# 伊勢鈴蘭
伊勢 鈴蘭（いせ れいら、2004年1月19日 - ）は、日本の歌手、アイドル。女性アイドルグループアンジュルムの7期メンバー。2025年6月19日からは4代目リーダーも務めている。
北海道出身。アップフロントプロモーション所属。

## 略歴
2018年
- 「ハロー!プロジェクト“ONLY YOU”オーディション」に応募し、アンジュルムに合格。
- 10月、当時アンジュルムのリーダーを務めていた和田彩花より、アンジュルムに加入が決定したことを知らされる。
- 11月23日、パシフィコ横浜国立大ホールでのワンマンライブ「アンジュルム 2018秋『電光石火』」公演にて、太田遥香とともに新メンバーとしてお披露目。

2019年
- 4月10日、「恋はアッチャアッチャ/夢見た 15年」でアンジュルムとしてメジャーデビュー。

2022年
- 1月19日、1st写真集「Layla」を発売。
- 5月20日、イメージカラーを当初のライトオレンジからオレンジへ変更した。

2023年
- 3月31日、Instagramを開設。

2025年
- 5月13日、翌月19日より伊勢がアンジュルムの次期リーダーに就任することが発表された。

## 人物
- 愛称は、れらたん[1]、れらぴ[2]、えびちゃん[3]、いせぴん[4]。
- メンバーカラーはオレンジ[11]。
- 血液型A型[5]。
- 趣味は宝塚観賞と食べ歩き。特に宝塚に関しては小さい頃から憧れが強く、花組の『エリザベート -愛と死の輪舞-』に出演していた明日海りおの姿を観劇したのがきっかけである[12]。実際に宝塚歌劇団を目指していたと雑誌のインタビューで話している[13]。なお、その際に日本で最初のライブアイドルとして知られている明日待子から日本舞踊の指導を受けていたことを後年明らかにしている[14]。
- ハロー!プロジェクトのオーディションを受けたきっかけは、ハロー!プロジェクトのファンだった姉が勝手にONLY YOUオーディションに応募したことである[15]。姉はしばしば伊勢本人や他メンバーのブログなどに、「姉ピ」の愛称で紹介されている[16][17]。
- アンジュルムのメンバーとして活動する際の名前の英語表記は、ローマ字表記の「REIRA ISE」ではなく「LAYLA ISE」である[5]。これは名前の「れいら」が、エリック・クラプトンの『いとしのレイラ（原題：Layla）』から名づけられたことに由来している[18]。
- 憧れのアンジュルムのメンバーに佐々木莉佳子[19]、目標の先輩として川村文乃[20]を挙げている。
- その所作について、主に同じアンジュルムの船木結から「あざとい」「狙っている」とネタにされ[21][22]、伊勢が反論したりネタにし返すという掛け合いが定番化している[23][24]。
- ハロー!プロジェクトの他グループ内でよく話すメンバーとして、BEYOOOOONDSの江口紗耶[25]、モーニング娘。の羽賀朱音等を挙げている[26][27]。また、同じ「ハロー!プロジェクト“ONLY YOU”オーディション」を経てBEYOOOOONDSに加入した平井美葉、小林萌花、里吉うたのに対しては、同期という認識を示している[28][29]。

## 作品

### シングル
- 松原健之 with 宮崎由加 & 伊勢鈴蘭(アンジュルム)「夢を抱いて走れ」（2022年6月29日、テイチクエンタテインメント）

## 出演

### テレビドラマ
- ほぼ日の怪談。「残された想い」（2020年9月6日、ひかりTV、dTVチャンネル / テレビ神奈川）[30]

### ラジオ
- HELLO! DRIVE! -ハロドラ-（2019年4月 - 6月、Radio NEO） - 金曜日担当
- 60TRY部（2023年6月27日 - 、ラジオ日本） - 火曜日レギュラー出演（岸本ゆめの→八木栞→里吉うたのと1週おきに交代）

### CM
- ピザーラ よくばりクォーター「よくばり応援団・ダンス篇」「応援・シズル篇」（テレビCM、2019年3月 - ） [31]

### アンバサダー
- AIR-G' 「SDD HOKKAIDO」（2022年5月度） [32]
- (公社)伊勢市観光協会 伊勢SNS観光アンバサダー（2024年12月5日 - ） [33]

### モデル
- 三重県伊勢市観光ポスター（2023年10月 - ）[34][35]

### キャンペーン
- JR東海「おいないさ、伊勢」（2024年4月 - ）[36][35]

### コンサート
- M-line Special 2023 ～Magical Wish～（2023年7月26日、大田区民ホール・アプリコ 大ホール） - ゲスト出演[37]

## 書籍

### 写真集
- Layla（2022年1月19日、オデッセー出版、撮影：TOMMY）ISBN 978-4-908643-72-9[10]

## 参加ユニット
- アンジュルム（2018年 - ）
- シャッフルユニット
  - ハロプロ・オールスターズ（2019年 - 2020年）